# Onychocerus versutus
Onychocerus versutus är en skalbaggsart som först beskrevs av Lane 1966.  Onychocerus versutus ingår i släktet Onychocerus och familjen långhorningar. Inga underarter finns listade i Catalogue of Life.